# Borowiny (powiat skierniewicki)
Borowiny – wieś w Polsce położona w województwie łódzkim, w powiecie skierniewickim, w gminie Skierniewice.
W latach 1975–1998 miejscowość administracyjnie należała do województwa skierniewickiego.
W 1928 roku sołtysem był Walenty Adamski, odznaczony Srebrnym Krzyżem Zasługi za „zasługi w pracy społecznej i samorządowej”.